# Đá Cá Nhám
Đá Cá Nhám là một rạn san hô vòng thuộc cụm Loại Ta, quần đảo Trường Sa. Đá này nằm cách đảo Bến Lạc 12 hải lý (22,2 km) về phía tây nam.
- Tên gọi: đá Cá Nhám; tiếng Anh: Irving Reef; tiếng Filipino: Balagtas; tiếng Trung: 火艾礁; bính âm: Huǒài jiāo, Hán-Việt: Hỏa Ngải tiêu.
- Đặc điểm: khá cạn với một vụng biển nhỏ và nông. Gần đầu mút phía bắc của đá (tọa độ 10°53′30″B 114°55′43″Đ / 10,89167°B 114,92861°Đ) còn có một cồn cát.[2]

Philippines tuyên bố rằng họ đang kiểm soát đá này. Không có công trình nhân tạo nào trên bãi đá, tuy nhiên có nguồn cho rằng tàu bè Hải quân Philippines thay phiên ngay canh gác thực thể này.
Đá Cá Nhám là đối tượng tranh chấp giữa Việt Nam, Đài Loan, Philippines và Trung Quốc. 

## Hình ảnh
| đá An Nhơn Bắc đá An Nhơn đá An Nhơn Nam đá Sa Huỳnh đảo Loại Ta đảo Loại Ta Tây bãi Loại Ta Nam đá An Lão bãi Đường đảo Bến Lạc đá Cá Nhám đá Tân Châu Vị trí của đá Cá Nhám và các thực thể của Cụm Loại Ta (nguồn ảnh: NASA). |